# Хоштария, Георгий Мефодиевич
Георгий «Гоги» Мефодиевич Хоштария (груз. გიორგი (გოგი) მეთოდეს ძე ხოშტარია; род. 4 октября 1938) — грузинский историк искусства и политик в прошлом, ставший первым министром иностранных дел постсоветской Грузии, занимая этот пост с ноября 1990 года по август 1991 года. Он имеет ранг чрезвычайного и полномочного посланника первого класса.

## Карьера
Георгий Хоштария родился в Тбилиси в семье, причислявшейся к грузинской интеллигенции. Его отец, Мефодий Хоштария (1911—1938), дорожный инженер и племянник богатого предпринимателя и мецената Акакия Хоштарии, был расстрелян в возрасте 27 лет во время Большого террора. Его мать Тинатин Вирсаладзе (1907—1985) была искусствоведом. Георгий также получил образование в области искусства в Тбилисском государственном университете, после чего занялся научной деятельностью. В 1980-х годах он присоединился к диссидентскому движению и сблизился со Звиадом Гамсахурдией, который стал первым посткоммунистическим лидером Грузии и 26 ноября 1990 года назначил Хоштарию министром иностранных дел.
Будучи министром иностранных дел, Хоштария дважды встречался со своим советским коллегой Александром Бессмертных после провозглашения независимости Грузии в апреле 1991 года. Но отношения между Москвой и Тбилиси становились всё более напряжёнными, и контакты между двумя министерствами прекратились к середине 1991 года. Хоштария сотрудничал с турецким правительством в деле укрепления грузино-турецких отношений и сопротивлялся советским попыткам взять эти отношения под свой контроль. Он также посетил Германию и Францию в апреле и США в июне 1991 года, в целях продвижения дела независимости Грузии и лоббирования более тесных экономических отношений с западными странами. Несмотря на всю свою подобную деятельность, Хоштария отдалился от Гамсахурдии и был отправлен в отставку в августе 1991 года. В качестве причин их разногласий он назвал авторитарные устремления Гамсахурдии и его неспособность немедленно осудить попытку советского государственного переворота 1991 года. Впоследствии Хоштария возобновил свою научную деятельность в сфере искусства.